# Hyoforbe

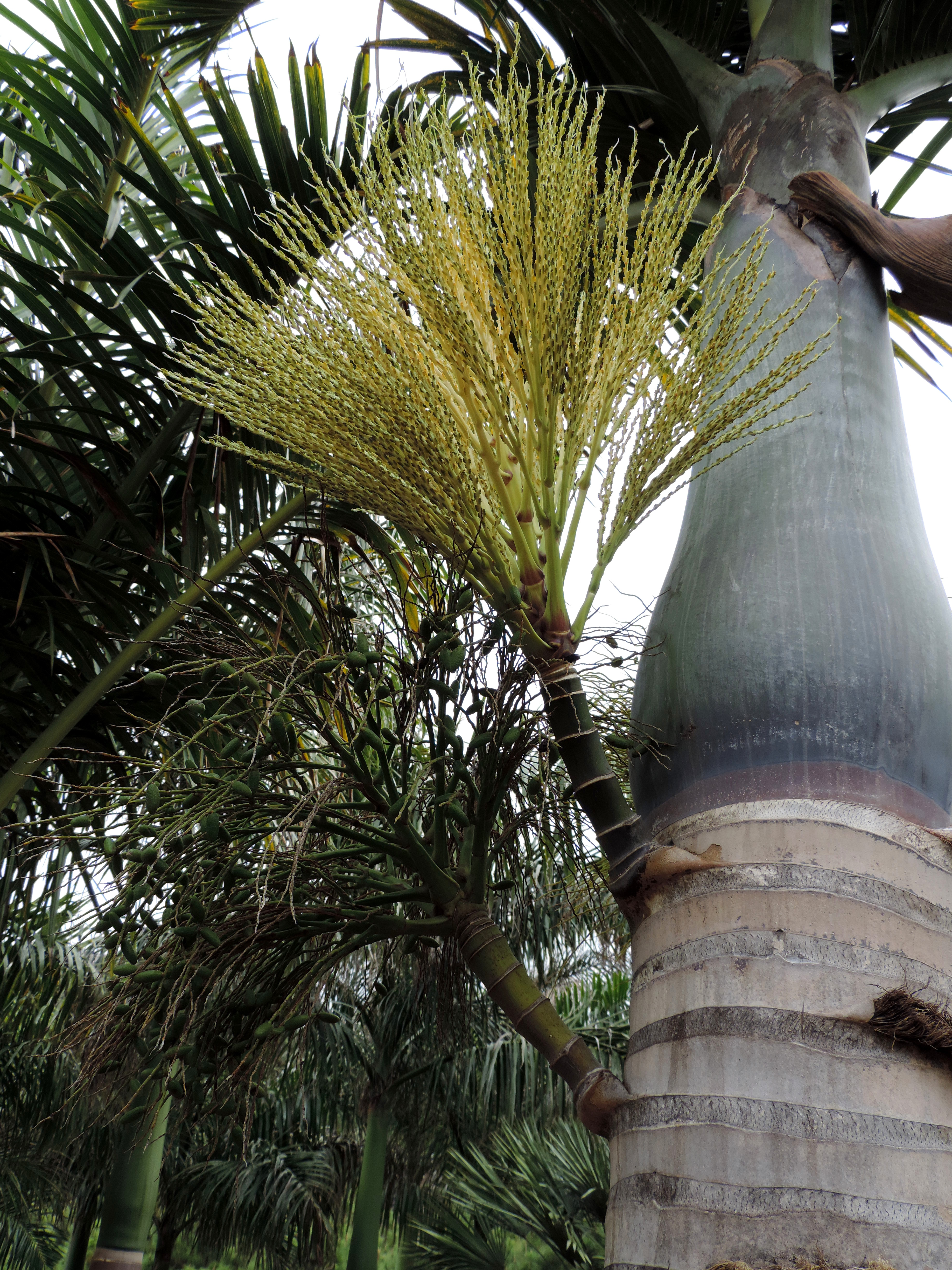
Kvetoucí Hyophorbe verschaffeltii

Hyoforbe (Hyophorbe) je nevelký rod palem, zahrnující 5 druhů, rozšířených výhradně na souostroví Maskarény v západním Indickém oceánu. Všechny druhy jsou v přírodě kriticky ohrožené a některé na pokraji vyhynutí. Jsou to středně velké palmy se zpeřenými listy a solitérním kmenem, který je u některých druhů charakteristicky lahvicovitě ztlustlý. Hyoforbe lahvicovitá a Hyophorbe verschaffeltii jsou v tropech pěstovány jako ceněné okrasné palmy. Poskytují také palmové zelí.

## Popis
Hyoforbe jsou jednotlivě rostoucí, středně vzrůstné, beztrnné, jednodomé palmy. Kmen je šedý, s kruhovitými jizvami po opadu listů, u některých druhů lahvicovitě ztlustlý. Na jeho vrcholu je válcovitý útvar zformovaný z bází listů a nesoucí vlastní listovou korunu. Listy jsou zpeřené, krátce řapíkaté, s jednoduše přeloženými, na vrcholu špičatými až zašpičatělými úkrojky. Květenství vyrůstají jednotlivě na tlusté stopce a bývají bohatě troj až čtyřnásobně větvená v tenké a dlouhé segmenty.
Květy jsou oranžové, žlutavé nebo bílé, v rámci květenství sdružené do skupin (acervuli) s jedním bazálním samičím květem a 3 až 7 samčími květy.
Kalich a koruna jsou trojčetné. Samčí květy obsahují 6 tyčinek s nitkami na bázi srostlými a přirostlými k okvětí. Semeník samičích květů je srostlý ze 3 plodolistů a obsahuje celkem 3 vajíčka.
Plody jsou oranžové až černé, červené nebo hnědé peckovice kulovitého, elipsoidního nebo hruškovitého tvaru, s vytrvalým ztlustlým okvětím a zbytky blizen. Dužnina (mezokarp) je tenká a dužnatá, pecka (endokarp) tenkostěnná. Semena obsahují homogenní endosperm.

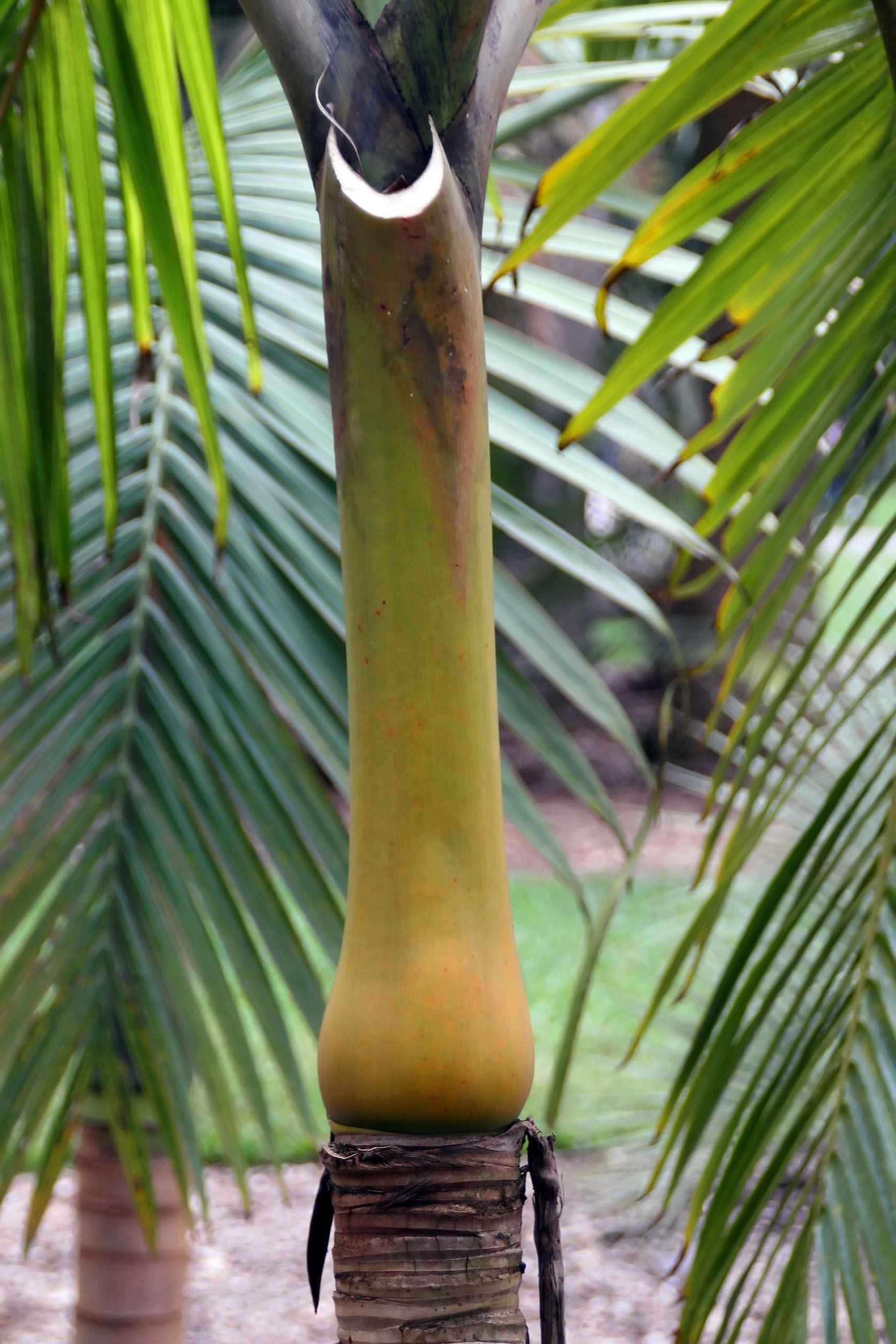
Útvar z bází listů na vrcholu kmene Hyophorbe indica
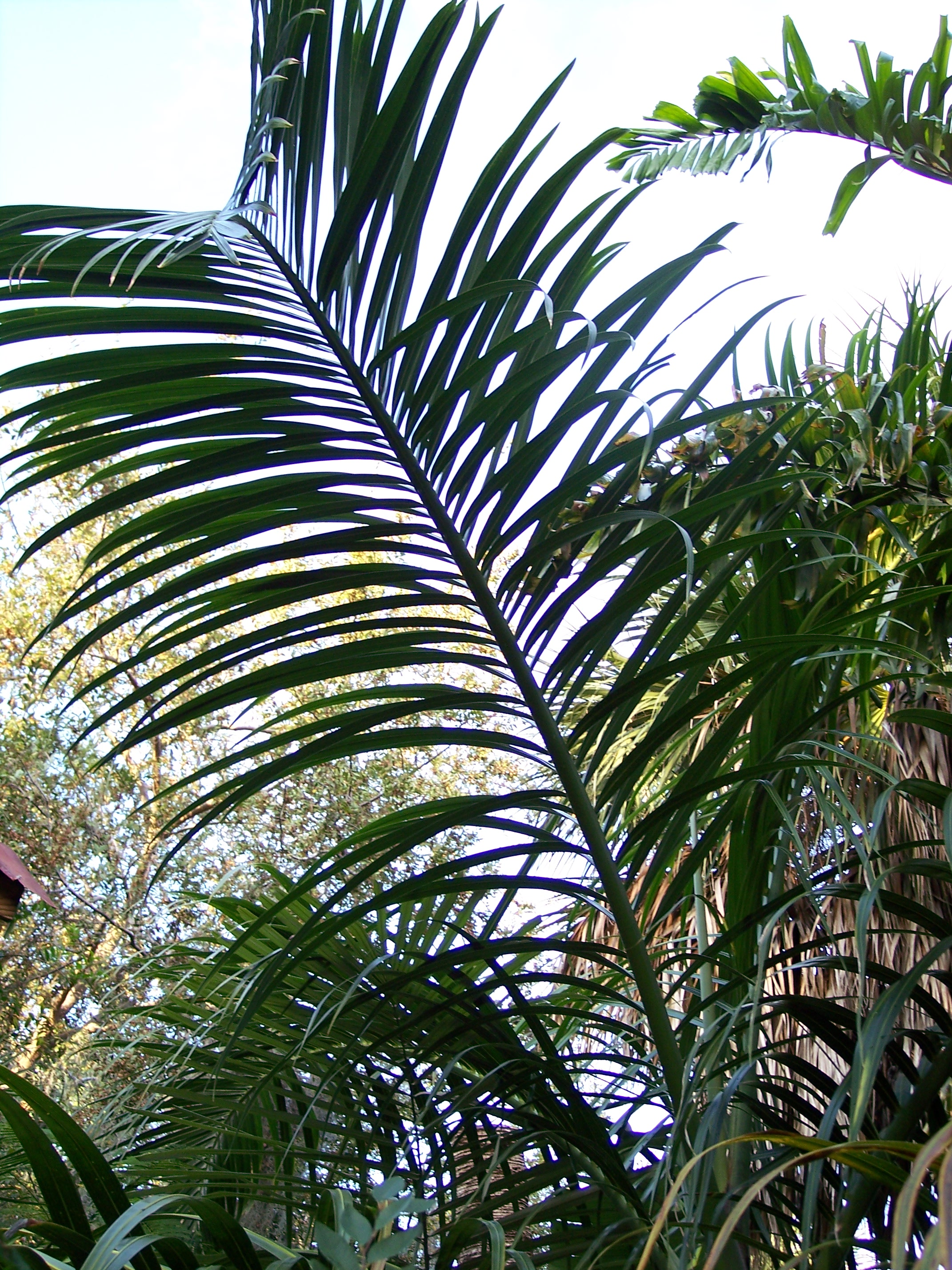
List Hyophorbe verschaffeltii
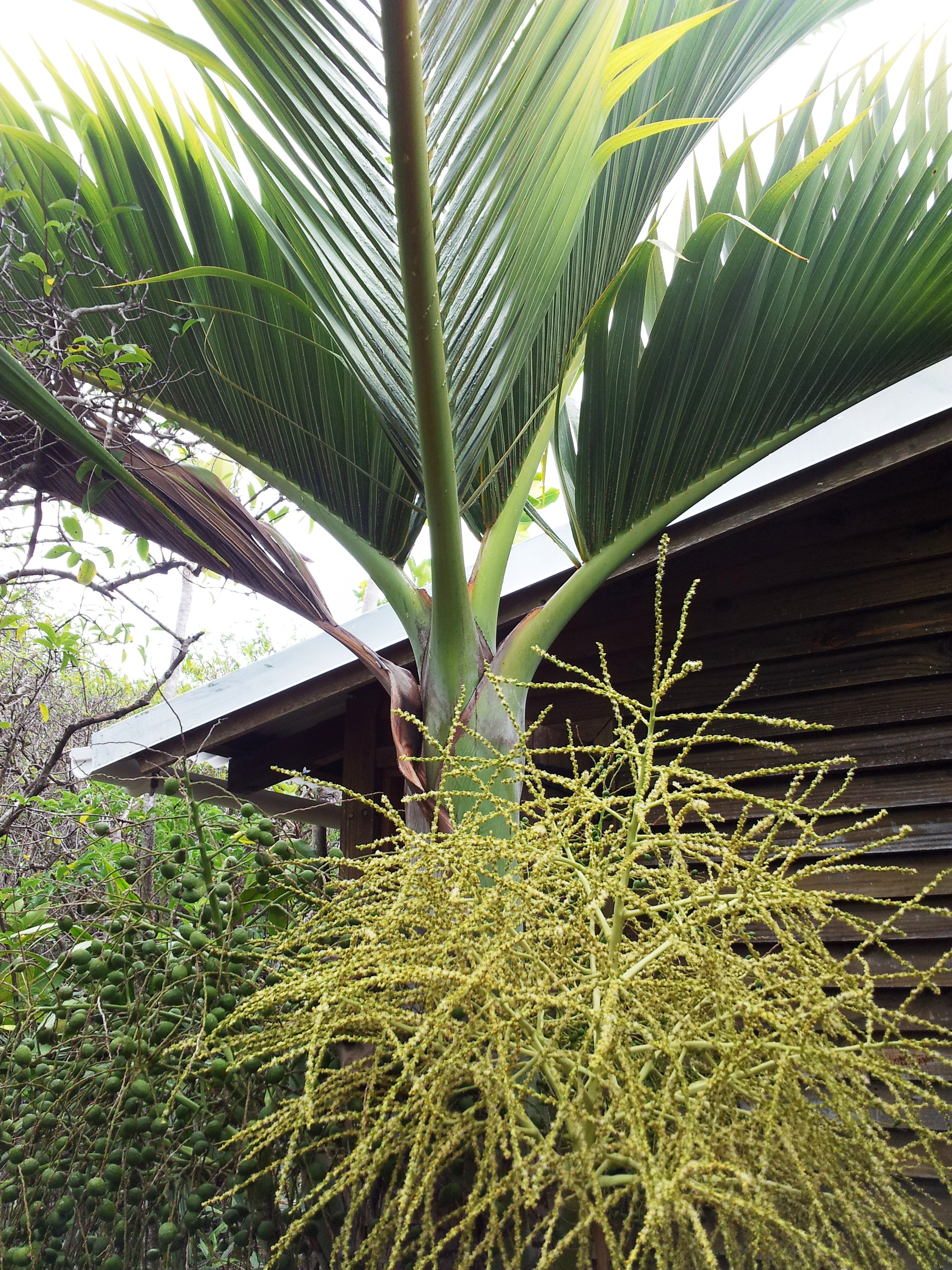
Květenství Hyophorbe vaughanii

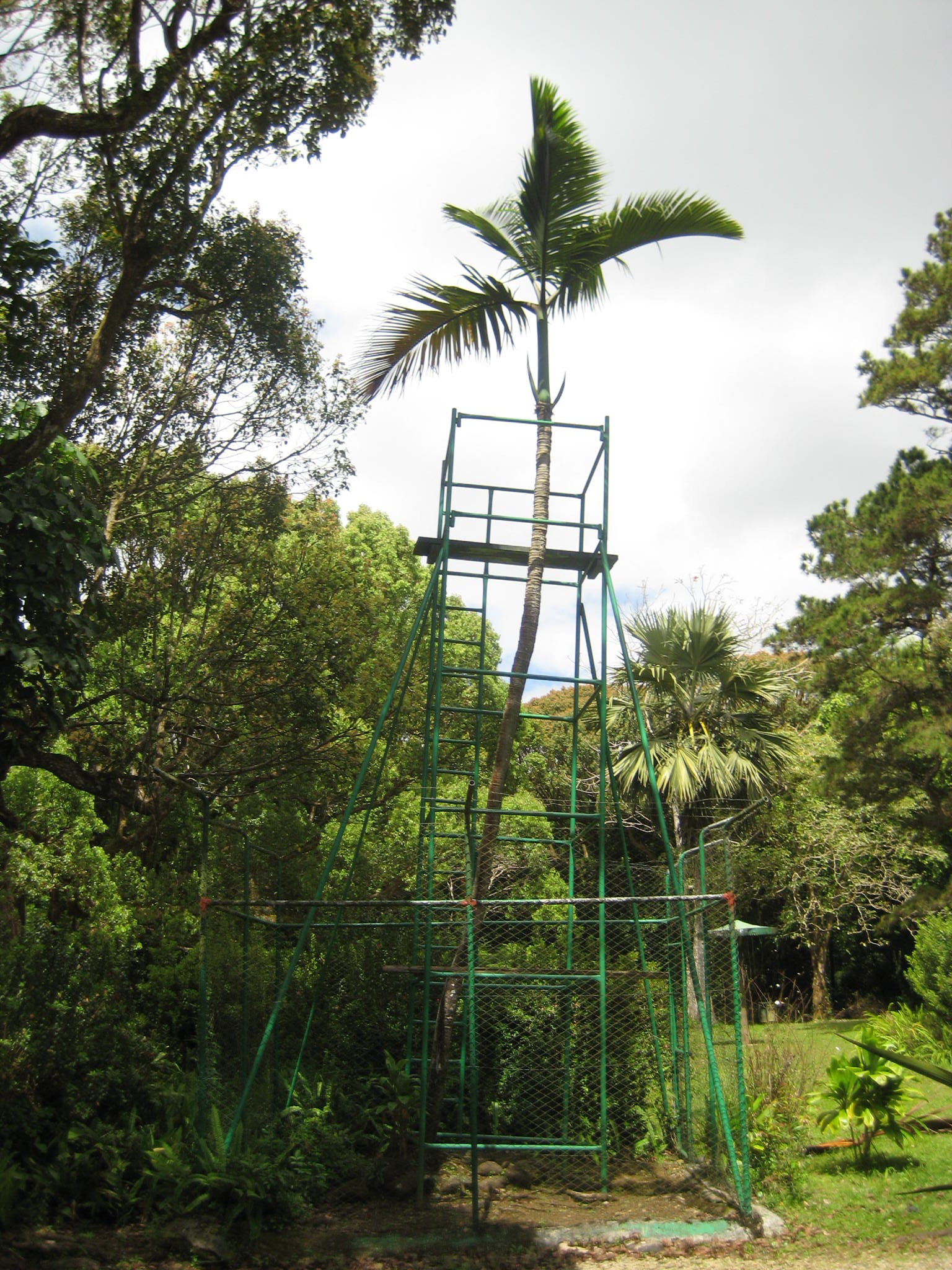
Poslední žijící exemplář Hyophorbe amaricaulis v botanické zahradě na Mauriciu

## Rozšíření a ohrožení
Rod zahrnuje 5 druhů a je endemicky rozšířen výhradně na souostroví Maskarény východně od Madagaskaru, konkrétně na ostrovech Mauricius (Hyophorbe amaricaulis, H. lagenicaulis, H. vaughanii), Réunion (Hyophorbe indica) a Rodrigues (Hyophorbe verschaffeltii).
V minulosti zde tyto palmy tvořily charakteristický vegetační pokryv horských hřbetů a údolí na vulkanických podkladech v nadmořských výškách do 700 metrů. Hyophorbe verschaffeltii roste na vápenci. V současnosti náležejí všechny druhy mezi kriticky ohrožené rostliny a některé se ocitly na samém pokraji vyhynutí. Druh Hyophorbe amaricaulis dožívá v posledním exempláři v areálu botanické zahrady v Curepipe na Mauriciu. Pokusy o jeho rozmnožení byly neúspěšné. Druh Hyophorbe vaughanii je znám pouze ve třech divoce rostoucích exemplářích. Z nich byla sebrána klíčivá semena a rozpěstované rostliny byly v rámci záchranného programu vysazeny na původní stanoviště. Hyoforbe lahvicovitá se dochovala pouze v několika exemplářích na skalnatém ostrůvku Île Ronde poblíž Mauriciu. Obdobně kritická situace je i u populací ostatních druhů.

## Ekologické interakce
Samoopylení je zabráněno tím, že prašníky uvolňují pyl před dozráním blizen (protandrie).
Na hyoforbe se na Maskarénách živí mandelinkovití brouci Brontispa limbata, pěstované rostliny vyhledává v asijsko-pacifickém regionu příbuzný druh B. longissima. V Jižní Americe je občas využívají jako živnou rostlinu také housenky polyfágního babočkovitého motýla Brassolis sophorae. Napadají je rovněž někteří nosatci, v Americe Metamasius hemipterus, v Asii a Austrálii Rhabdoscelus obscurus.
Plody Hyophorbe vaughanii vyhledávají jako potravu opice.

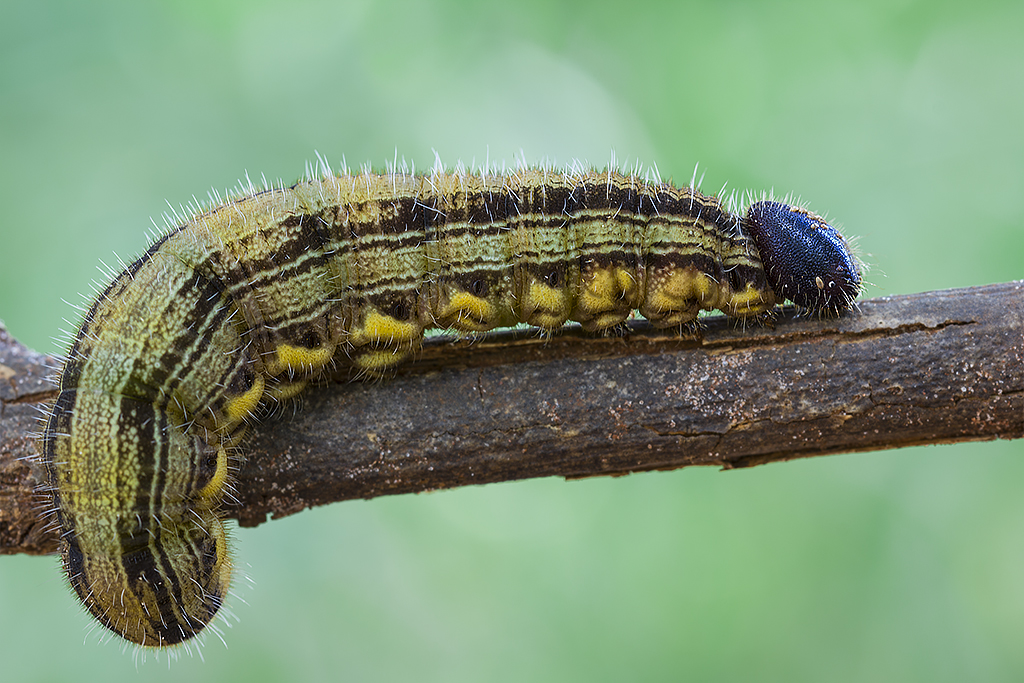
Housenka babočky Brassolis sophorae
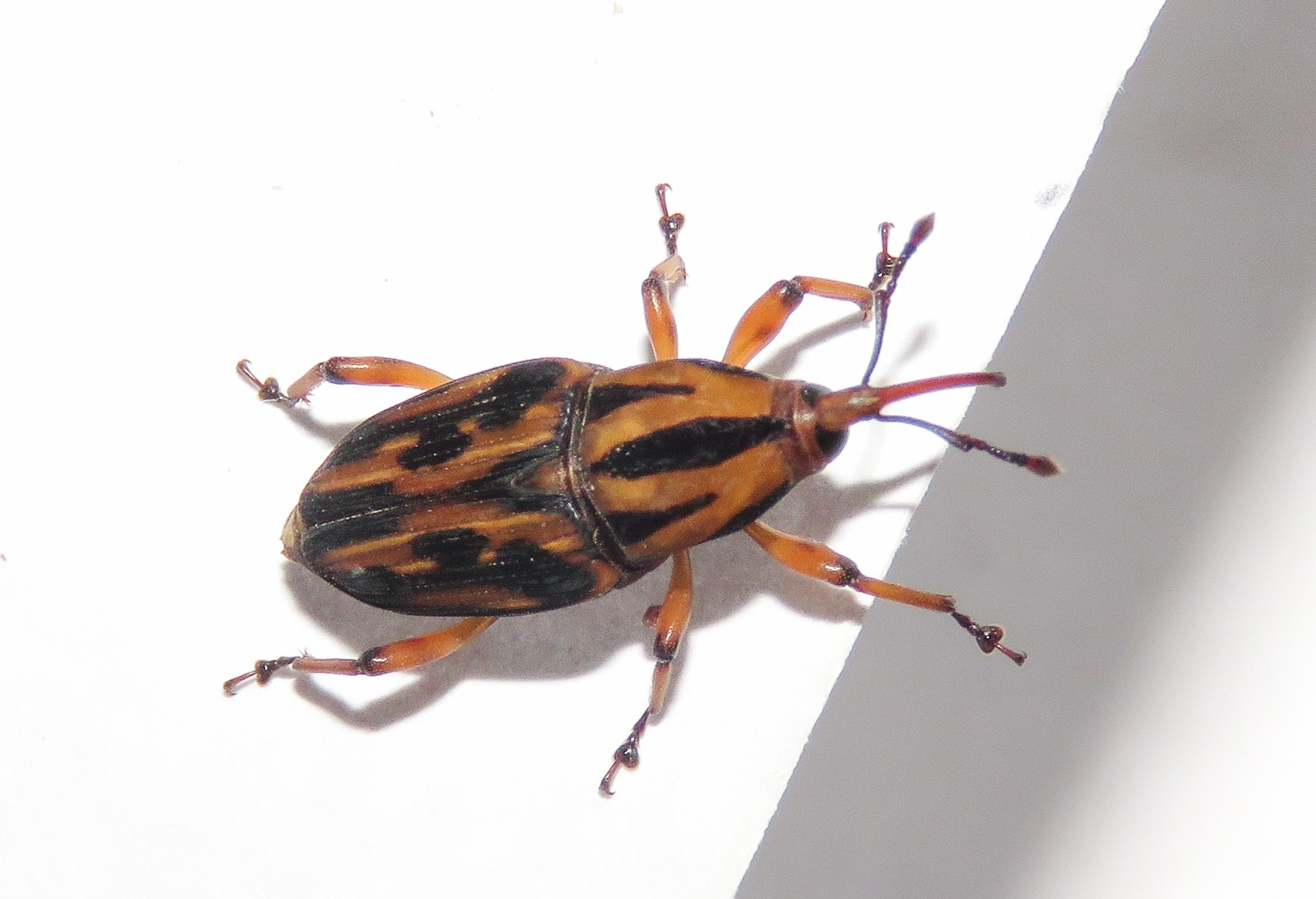
Nosatec Metamasius hemipterus
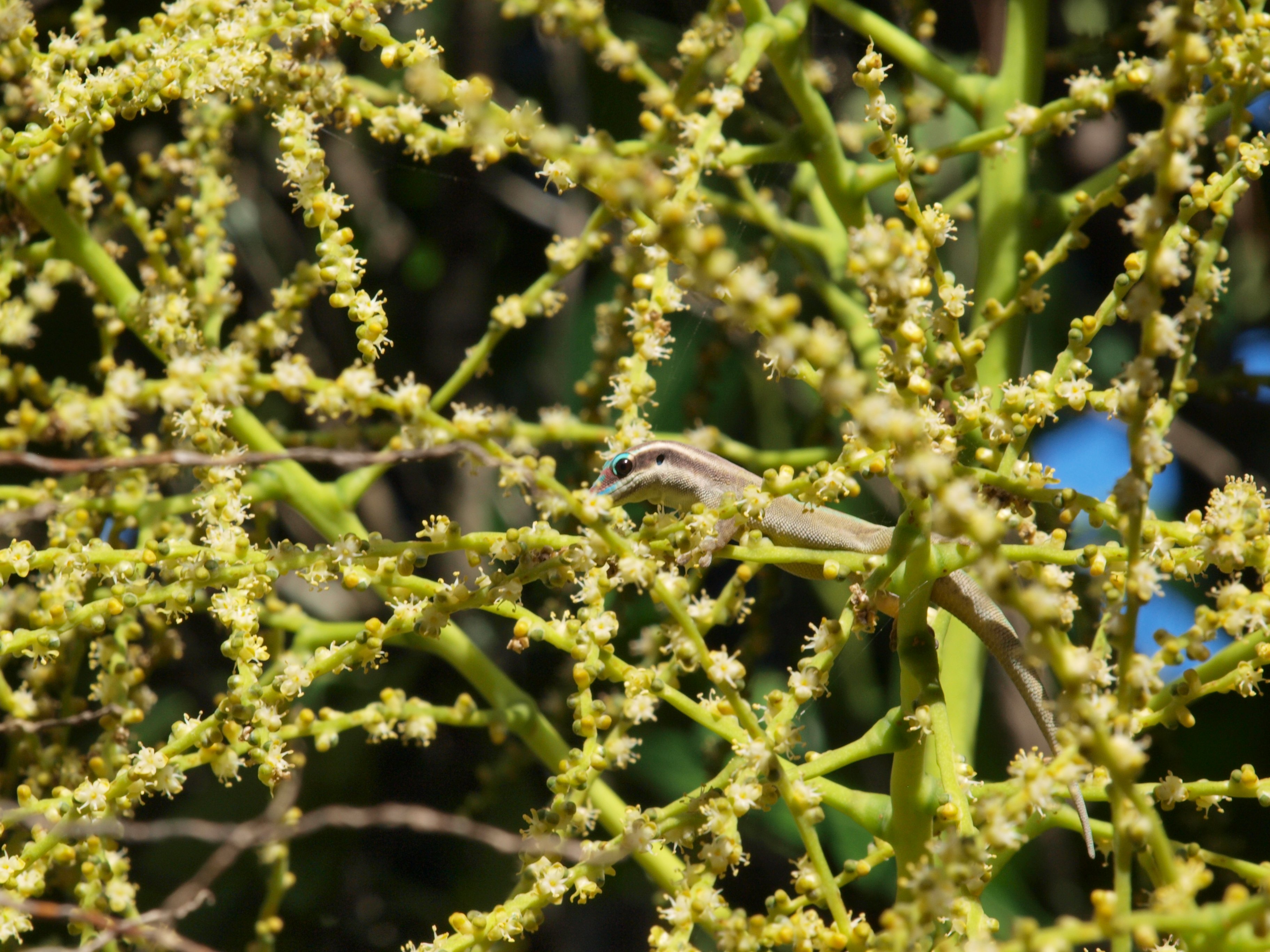
Felsuma Phelsuma ornata mlsající nektar na květech hyoforbe lahvicovité

## Taxonomie
Rod Hyophorbe je v rámci čeledi Arecaceae řazen do podčeledi Arecoideae a tribu Chamaedoreeae. Podle výsledků fylogenetických studií je monofyletický. Nejblíže příbuzné rody jsou Chamaedorea (102 druhů), Gaussia (4), Synechanthus (2) a Wendlandiella (1 druh), všechny rozšířené výhradně v tropické Americe. Některé druhy byly v minulosti oddělovány do samostatného rodu Mascarena.

## Zástupci
- hyoforbe lahvicovitá (Hyophorbe lagenicaulis)

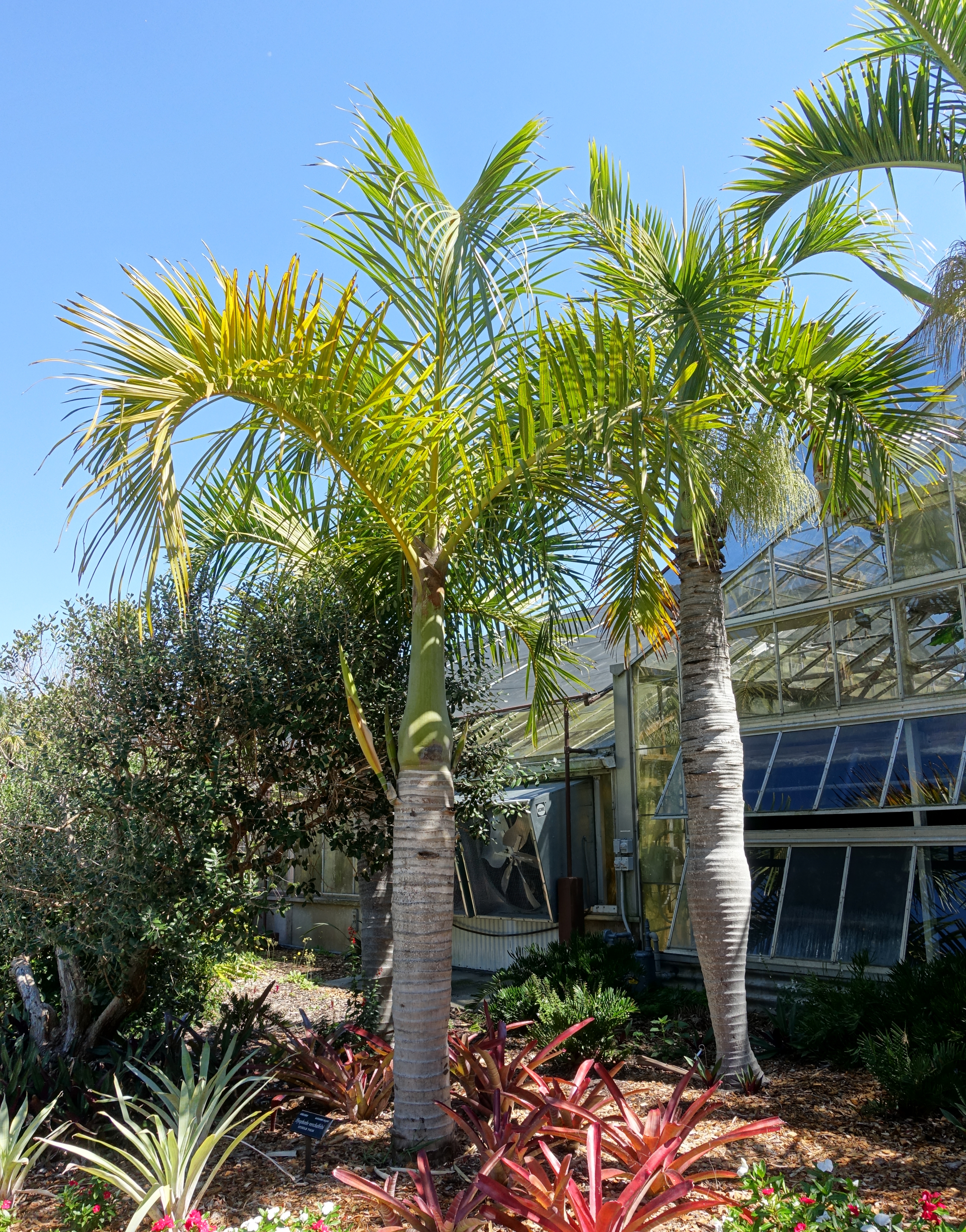
Hyophorbe verschaffeltii v botanické zahradě na Floridě

## Význam
Nejznámějším druhem je hyoforbe lahvicovitá, ceněná okrasná palma vysazovaná v tropech pro pohledný vzhled a neobvyklý kmen. Roste poměrně zvolna. Rostlina je vhodná pro exponovaná stanoviště a odolná vůči slaným větrům, zasolené půdě i suchu. Pěstuje se i jako kbelíková rostlina. Jako okrasná palma se vysazuje také Hyophorbe verschaffeltii. Oběma druhům vyhovuje podnebí s pravidelným obdobím sucha, slunné až polostinné stanoviště a propustná půda. Množí se výsevem semen, která vytvářejí i solitérní rostliny. Čerstvá semena klíčí asi 3 měsíce.
Oba druhy poskytují také jedlé palmové zelí.